# Prosopeia personata
Il pappagallo splendente mascherato (Prosopeia personata (Gray, 1848)) è un uccello della famiglia degli Psittaculidi, endemico delle isole Figi.